# Kasteel van Hermalle-sous-Huy
Het kasteel van Hermalle-sous-Huy (Frans: Château de Hermalle-sous-Huy) staat midden in het dorp Hermalle-sous-Huy, een deelgemeente van Engis in de Belgische provincie Luik (Waals Gewest). Het kasteel is van zandsteen, kalksteen en baksteen gebouwd en heeft een hoefijzervorm rond een voorplein. Het heeft twee ronde torens op drie niveaus, alsook twee vierkante torens en is door een slotgracht omgeven.

## Geschiedenis
Het eerste kasteel van Hermalle werd in de 12e eeuw gebouwd. Het was waarschijnlijk een slottoren die omgeven werd door een gracht en muren met torens. Uit die tijd rest nog één toren en de fundering van een andere.
Volgens Jacques de Hemricourt werd het versterkte gebouw in 1315 vernietigd met hulp van de Luikse mijnwerkers die de gracht drooglegden en opvulden tijdens de Awans- en Waroux-oorlog. Een van de hoofdrolspelers was Henri II de Hermalle, maarschalk van het prinsbisdom Luik. Nadat het kasteel herbouwd was, werd het in 1346 door de inwoners van Hoei geplunderd.
Verschillende families (de Lummen, de Salme, de Horion, de Rougrave, de Goisbeck, de Berlo) zijn door huwelijk en vererving eigenaar geweest van het kasteel. In de 17e eeuw kocht Conrard d'Ursel (1592-1659), graaf van het Heilige Roomse Rijk, het kasteel en breidde het uit. Hij voegde er een torenportaal met een gebogen poort en een tufstenen cartouche uit 1642. aan toe. Het kasteel kan via een brug met drie bogen over de slotgracht en een aansluitende valbrug betreden worden. De graaf bouwde ook binnen de versterkte ruimte een boerderij, die bekendstaat als Ferme castrale van Hermalle-sous-Huy. In de voormalige twee paardenstallen zijn sinds 1993 de Bibliotheek en het museum van de gastronomie gevestigd.

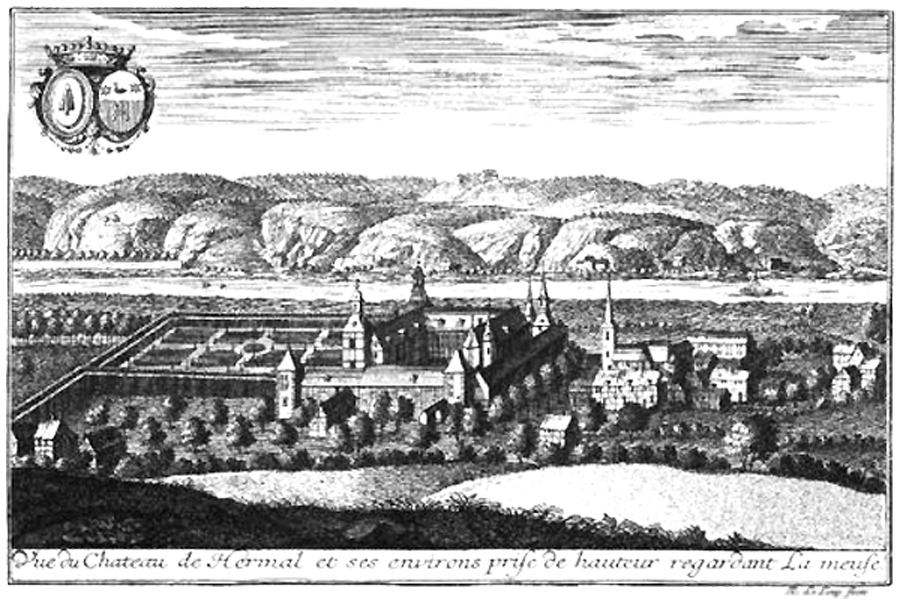
Het kasteel volgens Remacle Leloup, 1735.

In de 18e eeuw is het kasteel, toen eigendom van de familie de Moreau, beschreven in het boek Délices du Païs de Liège van Pierre Lambert de Saumery; de Franse tuin en de boomgaard zijn duidelijk herkenbaar in de tekening van Remacle Leloup. Een nieuwe vleugel scheidt het binnenplein in een hoenderhof en een binnenplaats met vijver met fontein. Een nieuwe brug geeft toegang tot het voorplein vanaf de binnenplaats.
Na in handen geweest te zijn van de familie de Louvrex en daarna van Baron de Warzée d'Hermalle, wordt het kasteel in 1853 aan Baron Charles-Marie-Paul de Potesta verkocht. De baron begint grote werken. Een galerij en een torentje veranderen de voorgevel, terwijl een terras de westelijke gevel siert. Nieuwe bijgebouwen (garages, stallen, enz.) worden langs de grote binnenplaats gebouwd en een muur in trompe-l'oeil, met valse ramen en deuren, maskeert de gevel van de vleugel die in de 18e eeuw werd toegevoegd. Een grote overdekte manege, met metalen geraamte, completeert het geheel. Hier vindt in 1996 de première plaats van het muziekspektakel van het gezelschap Feria Musica.
De kleinzoon van Charles-Marie-Paul de Potesta, René-Édouard-Marie, laat in het park en bij de hoeve zeldzame soorten bomen, zoals een tulpenboom en een mammoetboom, planten. De mammoetboom is door het Waalse Gebied sinds 2000 beschermd.
De heerlijkheid valt in de tweede helft van de 20e eeuw geleidelijk uiteen en het kasteel verliest de kasteelboerderij door de verkoop daarvan. In 1992 worden kasteel en park aangekocht door de familie de Jamblinne de Meux, die ze in 1994 weer verkocht aan een filmbedrijf uit de reclame-industrie. Sinds december 2005 waren ze eigendom van een commanditaire vennootschap, die het in 2016 doorverkocht aan de huidige eigenaar.
Op 9 en 10 september 2014 verwoestte een brand het dak van twee vleugels van het kasteel. Bijgebouwen en boerderij zijn gelukkig niet getroffen.

## Galerij

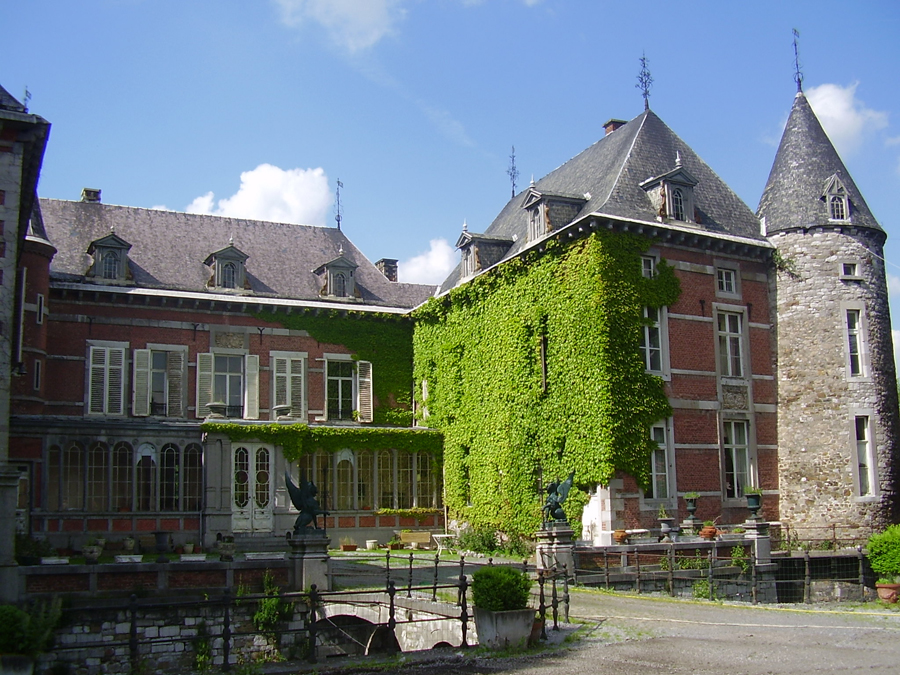
Voorplein. Rechts, toren ven de 12e eeuw
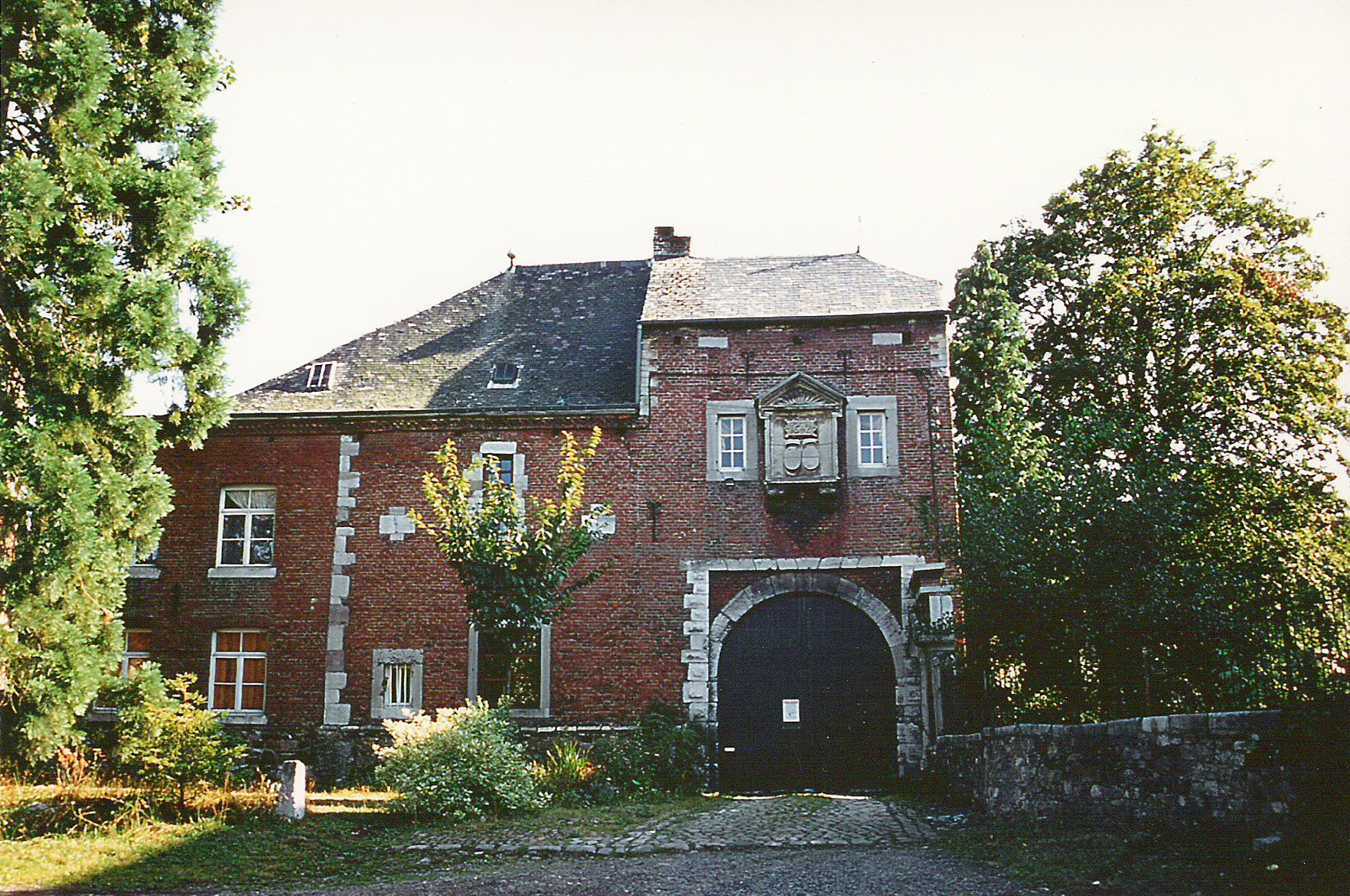
Het torenportaal geeft nu alleen toegang aan de Ferme castrale
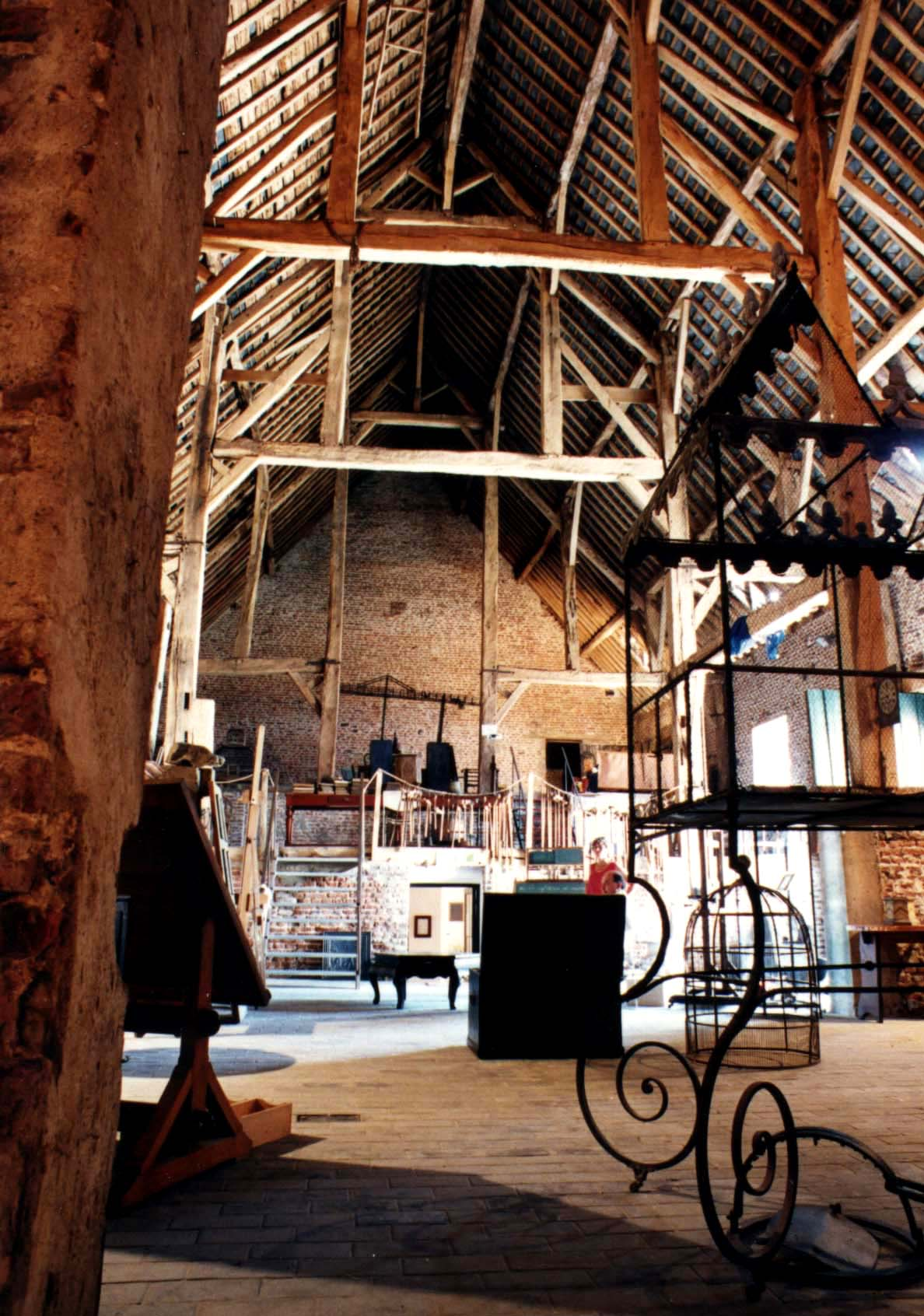
de schuur
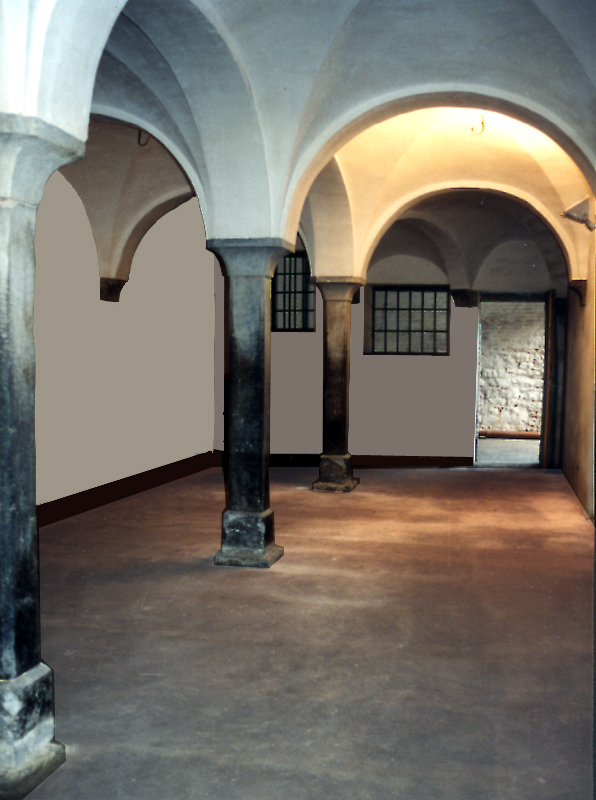
gewelven in de hoeve